# Rio Camurupim
Rio Camurupim är ett vattendrag i Brasilien.   Det ligger i delstaten Piauí, i den nordöstra delen av landet, 1 600 km norr om huvudstaden Brasília.
Omgivningarna runt Rio Camurupim är huvudsakligen savann. Runt Rio Camurupim är det ganska glesbefolkat, med 22 invånare per kvadratkilometer.